# Rivarol (hebdomadaire)
Pour les articles homonymes, voir Rivarol.
Rivarol est un hebdomadaire français d’extrême-droite, antisémite,,,,,, négationniste,,,,, se réclamant de l'« opposition nationale et européenne »,, fondé en 1951 par René Malliavin.

## Nom
Le nom du journal fait référence au pamphlétaire contre-révolutionnaire français Antoine de Rivarol, émigré en juin 1792. Le journal porte en exergue une citation de Rivarol : « Quand les peuples cessent d'estimer, ils cessent d'obéir ».

## Historique

### Débuts et développement
René Malliavin, plus connu sous le pseudonyme de Michel Dacier, avait déjà fondé en décembre 1944 le mensuel Questions actuelles qui devint dès janvier 1947 Écrits de Paris, conçu comme un organe de résistance au « résistancialisme » alors triomphant. Il milita pour l'amnistie des personnes visées par l'Épuration, dont il dénonça les « crimes ».
Rivarol est l'héritier direct de La Fronde, brûlot d’extrême-droite de Maurice Gaït, Julien Guernec, Antoine Blondin et Ben[Qui ?], à l'audience ultra-confidentielle et financé par l'industriel Philippe Wolf,.
Organe se présentant comme « antisystème » dès sa fondation, Rivarol a combattu la Ve République après la chute de la IVe. L'antisémitisme y est présent dès l'origine.
Rivarol soutient par ailleurs le « droit à la libre expression » des partisans du négationnisme, dont il se fait le relais régulier,. Il lui arrive selon l'association belge RésistanceS de faire l'apologie d'anciens nazis.
L'une des originalités du titre au sein de la presse de droite radicale a longtemps été l'engagement européen de Rivarol dont les options de politique étrangère étaient proches de celles du Mouvement républicain populaire (MRP). Rivarol a notamment fait campagne pour la Communauté européenne de défense (CED), s'opposant ainsi à Jeune Nation. Son sous-titre initial, « Hebdomadaire de l'opposition nationale », est devenu ensuite « Hebdomadaire de l'opposition nationale et européenne » afin d'insister sur la dimension européenne du journal. Le vif intérêt que ce journal témoigne pour les mouvements nationalistes européens est un héritage de cette orientation pro-européenne.
Rivarol est par ailleurs propriétaire du mensuel Écrits de Paris, également fondé par René Malliavin, et qui fait figure de revue théorique.
Ordre nouveau soutient un temps Rivarol en le vendant à la criée. François Duprat, stratège d'Ordre nouveau et l’une des principales plumes de Rivarol, propose qu’Ordre nouveau rachète le journal à un montant de cent mille francs, mais l’affaire ne se fait pas.
Selon Nicolas Lebourg, « Rivarol détient le record de procès successifs pour offense au président de la République : un procès en 1962, huit en 1963 et un en 1964 ».
L'hebdomadaire, qui paraît le jeudi après-midi à Paris et le vendredi matin dans le reste de la France (la parution est avancée d'un jour, à partir de septembre 2013), a emprunté de manière mesurée le virage vers l'économie numérique, en proposant un abonnement électronique, par réception le mercredi après-midi (le mardi après-midi, à partir de septembre 2013) d'une version de l'hebdomadaire au format PDF, à un tarif moindre de celui de l'abonnement au journal imprimé.
Devenu en 2010 directeur de publication de Rivarol, Jérôme Bourbon radicalise encore la ligne politique de l'hebdomadaire. Ses choix éditoriaux et ses méthodes de gestion entraînent le départ de plusieurs collaborateurs, notamment celui de la précédente directrice Camille Galic. Ayant racheté la totalité des parts de Rivarol, comme d'ailleurs d'Écrits de Paris, Jérôme Bourbon installe les rédactions des deux journaux dans son appartement parisien. Du fait des départs ou des décès de divers collaborateurs historiques, il devient le principal rédacteur de Rivarol, dont il écrit environ un tiers des articles.
Dans les années 2010, le tirage est de 5 000 exemplaires. L'hebdomadaire est distribué par les Messageries lyonnaises de presse.

### Conflit avec le RN

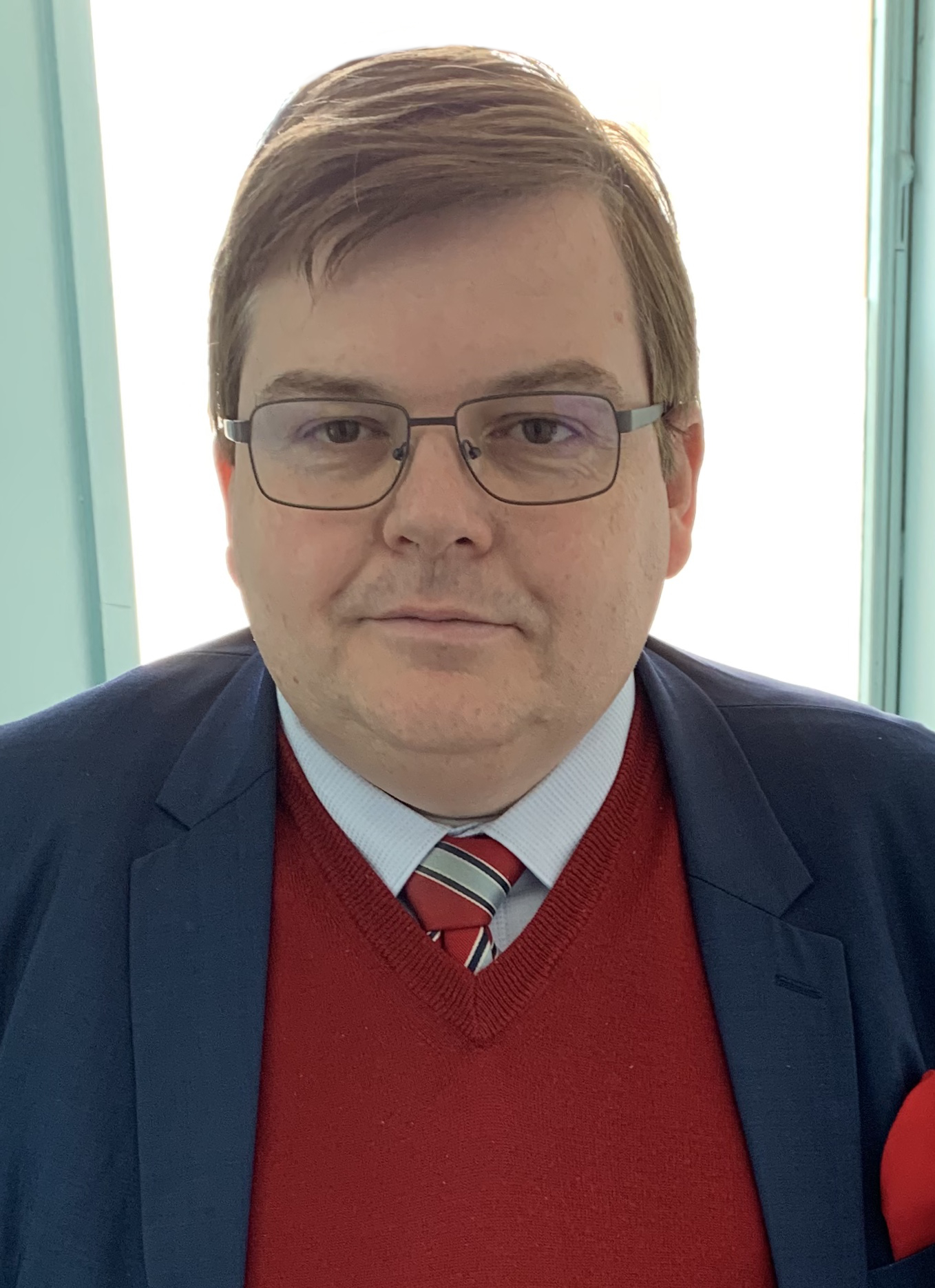
Jérôme Bourbon, directeur de publication de Rivarol.

À partir de 2005, les relations entre Rivarol et le Front national se dégradent quand Jérôme Bourbon publie le texte d'une conversation à bâtons rompus avec Jean-Marie Le Pen relative à la Seconde Guerre mondiale, qu'il présente comme un entretien et qui, selon le président du FN, n'aurait pas dû être publié comme tel.
Jusqu'en 2010, Rivarol apporte un soutien quasiment constant mais non sans critiques ponctuelles au Front national, sans que les collaborateurs du journal soient pour autant membres de ce parti[réf. nécessaire].
En 2010, lorsque Jérôme Bourbon devient directeur de publication du journal, ce soutien critique se transforme en conflit violent, notamment à compter de la campagne pour l'élection du président du Front national, pendant laquelle le journal se montre particulièrement hostile à Marine Le Pen. Jérôme Bourbon déclare ainsi en 2010 : « Pour moi, Marine Le Pen est un démon, c'est l’ennemie absolue à tout point de vue, sur le plan moral, sur le plan politique, sur le plan intellectuel. C'est une catastrophe absolue, je n'ai aucune confiance en elle. C'est une révulsion totale, qui est réciproque d'ailleurs ». Pour lui, les proches de celle qui est alors vice-présidente du FN, sont « une bande de dégénérés ».
Marine Le Pen déclare en décembre 2010 sur le plateau de Serge Moati : « Je suis opposée à voir revenir dans le FN des groupuscules radicaux, caricaturaux, anachroniques. Entre les catholiques intégristes, les pétainistes et les obsédés de la Shoah, ça ne me paraît pas cohérent. Le FN ne servira pas de caisse de résonance à leurs obsessions ». Ce à quoi Jérôme Bourbon répondra par une série d'articles virulents, accusant la nouvelle présidente du Front national de se rapprocher du « Système », et donc de trahir la cause du combat nationaliste dont Rivarol entend être un des héritiers les plus intransigeants. Jean-Marie Le Pen, quant à lui, qualifie Jérôme Bourbon de « taliban hystérique » ; ce dernier intitule son éditorial du 19 novembre 2010 « Le Pen veut tuer Rivarol ».
En avril 2015, un entretien accordé à Rivarol par Jean-Marie Le Pen entraîne la mise à l'écart du FN de ce dernier.
Pour marquer le soixante-cinquième anniversaire de l'hebdomadaire, Jérôme Bourbon organise, le 9 avril 2016, un banquet auquel participent six cents personnes. Le journaliste Robin D'Angelo y note la présence de Alain Escada, Alexandre Gabriac, Henry de Lesquen, Hervé Ryssen et Pierre Sidos. Jean-Marie Le Pen y évoque « la guerre contre Vichy [qui] n'a jamais cessé » ; est également invité Robert Faurisson, acclamé dans la salle aux cris de « Faurisson a raison », après un exposé de ses théories négationnistes,,.

### Perte des aides à la presse
Le 16 novembre 2021, le député Jean-Louis Touraine (LREM) soumet une question écrite à la ministre de la Culture Roselyne Bachelot à propos du Financement public de médias condamnés pour incitation à la haine. Il y mentionne Rivarol en tant qu'hebdomadaire qui bénéficie d'aides à la presse alors qu'il est « connu pour ses publications négationnistes, pour son antisémitisme ou encore pour avoir régulièrement fait l’apologie de l’Allemagne nazie », soulignant ainsi « le manque de transparence qui caractérise l’attribution de certaines aides directes ou indirectes [par la Commission paritaire des publications et des agences de presse] » alors que « la commission reconnaît explicitement, dans son propre règlement, comme critères de refus ou d’exclusion aux avantages fiscaux les publications négationnistes, incitant à la haine, à la xénophobie et celles portant atteinte à la dignité de la personne humaine ».
Le 7 mars 2022, à l’initiative de Stephanie Share et de Xavier Truti, plusieurs personnalités (historiens, professeurs émérites, présidents d'associations) publient une tribune dans Le Monde : "Notre pays accorde des facilités à Rivarol, hebdomadaire le plus raciste, le plus antisémite et le plus négationniste qui soit », afin d'appeler la présidente de la Commission paritaire des publications et des agences de presse (CPPAP) à retirer l'immatriculation et le certificat d’information politique et générale (IPG) à l’hebdomadaire d’extrême-droite.
Le 4 mai 2022, Rivarol perd ses aides à la presse octroyées par la CPPAP qui comprenaient des tarifs postaux à la baisse ainsi qu'une réduction du taux de TVA à 2,1 %. Cette décision a été prise en séance plénière de la CPPAP à la suite d’une demande d’exclusion formulée par la Dilcrah, la Licra et une partie des personnalités signataires de la tribune parue dans Le Monde. Ne bénéficiant pas d'aides directes, les aides indirectes ont été supprimées à l’hebdomadaire, la CPPAP estimant « que de nombreux contenus, dans quasiment chaque numéro publié, pourraient manifestement faire l’objet de poursuites pénales au titre des délits prévus aux articles 24 et 24 bis de la loi du 29 juillet 1881, considérant que les discriminations à l’égard d’une personne ou d’un groupe de personnes à raison de leur origine ou de leur appartenance à une ethnie, une nation, une race ou une religion déterminée sont pénalement sanctionnées et considérant enfin que la ligne éditoriale de ce titre, telle qu’elle ressort des contenus ici étudiés et par ailleurs régulièrement publiés dans ses colonnes, est susceptible d’inciter à commettre ces délits et promeut manifestement le négationnisme. »
Dans la foulée de ce camouflet, les directions générales de Cultura et du Groupe Carrefour annoncent, à l’été 2022, cesser la vente de Rivarol en raison de la perte de son agrément, suivi les mois après par celles de Monoprix, Super U, E.Leclerc, Auchan et quelques Intermarché.
Rivarol, en grande difficulté financière, est le dernier représentant d'une presse d’extrême-droite née de l’antigaullisme et d’une tentative de réhabilitation du pétainisme, comme l’hebdomadaire Minute, fondé en 1962 et disparu en 2020, et comme le quotidien Présent, créé en 1975, et disparu en 2022.

## Collaborateurs

### Dessinateurs
- David Miège ;
- Chard (Françoise Pichard) ;
- Ralph Soupault (dit Leno).

## Direction
Les directeurs successifs du journal sont :
- René Malliavin (de janvier 1951 à septembre 1970) ;
- Pierre Dominique (de septembre 1970 à mai 1973) ;
- Maurice Gaït (de mai 1973 à novembre 1983) ;
- Camille Galic (de novembre 1983 à février 2010) ;
- Jérôme Bourbon (depuis février 2010).

## Poursuites et condamnations
Plusieurs collaborateurs du journal ont été poursuivis et condamnés par la justice française, notamment pour « incitation à la haine raciale ».

### Années 1950
- Albert Paraz, contributeur régulier du journal, fut de nombreuses fois condamné : « condamnation aux dépens dans l'affaire Rémy Roure en novembre 1953, confirmée en appel le 11 février 1954[40], condamnation pour diffamation et injure envers France-Soir dirigé par Lazareff dans un article de Rivarol du 10 au 16 juillet 1953, procès[41] contre L'Express en mai 1954[42] ».
- En novembre 1955, la onzième chambre de la cour d'appel de Paris condamne René Malliavin, directeur de Rivarol, à 20 000 francs d'amende pour recel de malfaiteur (un ancien de la Légion des volontaires français contre le bolchevisme) et confirme les peines prononcées en première instance pour d'autres affaires (injure, diffamation, et refus d'insertion du droit de réponse)[43].
- En février 1956, René Malliavin est condamné à 200 000 francs d'amende pour diffamation envers François Mitterrand (affaire des fuites) ; F. Mitterrand étant devenu garde des sceaux après le dépôt de sa plainte, il s'était désisté de l'action civile, renonçant ainsi aux dommages et intérêts[44].
- Le 13 juin 1957, René Malliavin, directeur de Rivarol, et Albert Paraz, journaliste de cet hebdomadaire, sont condamnés, par la 17e chambre correctionnelle de la Seine, à 20 000 francs d'amende chacun et à verser solidairement 50 000 francs de dommages-intérêts à L'Express, pour diffamation et injure[45].
- Le 29 novembre 1959, René Malliavin, directeur de Rivarol, et Lucien Rebatet, collaborateur du journal, sont condamnés chacun à 50 000 francs d'amende pour diffamation contre Pierre Brisson, directeur du Figaro[46].

### Années 1960
- Le 25 juin 1965, René Malliavin est condamné à 2 000 francs d'amende par la 17e chambre correctionnelle de la Seine pour la publication d'extraits d'une Histoire de la Collaboration rédigée par Maurice-Yvan Sicard[47].
- En mars 1966, la cour d'appel de Paris condamne (aggravant les peines prononcées le 10 novembre 1965 par la 17e chambre du tribunal de grande instance de la Seine) le directeur de la rédaction de Rivarol, René Malliavin, et Paul Rassinier, à quatre mois de prison avec sursis et 5 000 francs d'amende, pour diffamation envers Marie-Claude Vaillant-Couturier et Zysla Speter[48].

### Années 1990
- Le 27 mai 1993, Marie-Luce Wacquez dite Camille Galic, directrice de publication de Rivarol depuis 1983, a été déclarée coupable du délit de provocation à la haine raciale pour un article dont elle est l'auteur paru dans Rivarol du 20 novembre 1992, titré « Sous la botte des lobbys », et qui présentait notamment les Maliens comme « un cancer ». Elle sera condamnée en première instance à 10 000 francs français de l'époque d'amende et à verser 1 franc français aux parties civiles (LICRA, MRAP, Ligue des droits de l'homme). Marie-Luce Wacquez fera appel de cette décision, mais la 11e chambre de la Cour d'appel de Paris (section A) confirmera la condamnation de première instance le 24 novembre 1993 en augmentant de 6 000 francs la somme à verser à chacune des parties civiles. Le pourvoi en cassation de Marie-Luce Wacquez est rejeté le 31 mai 1994 par la Chambre criminelle de la Cour de cassation[49].
- En avril 1994, Marie-Luce Wacquez et Françoise Pichard, dessinatrice, sont condamnées, par la 17e chambre du tribunal correctionnel de Paris, à 15 000 francs d’amende pour injure publique envers Laurent Fabius[50].
- Le 8 novembre 1994, Marie-Luce Wacquez a été déclarée coupable du délit de provocation à la discrimination, à la haine, ou à la violence raciale envers la communauté noire. Françoise Pichard, dite Chard, est reconnue coupable de complicité de ce délit. La première avait diffusé dans Rivarol du 4 mars 1994 un dessin de la seconde représentant deux femmes enceintes, dont l'une, noire, se saisit de billets de banque qui semblent tomber du ciel, empêchant ainsi l'autre femme, blanche, de profiter à son tour de l'argent. La directrice de publication de Rivarol et la dessinatrice sont condamnées chacune à 20 000 francs français d'amende et à 1 franc français aux parties civiles (LICRA, MRAP, Ligue des droits de l'homme)[51].

### Années 2000
- Le 8 février 2008, la 17e chambre du tribunal correctionnel de Paris condamne Marie-Luce Wacquez et Jérôme Bourbon (journaliste à Rivarol) à 5 000 et 2 000 euros d’amende pour avoir publié en 2005 un entretien de Jean-Marie Le Pen, où ce dernier déclarait, notamment, que l’Occupation n’avait pas été « particulièrement inhumaine ». Le 21 janvier 2009, la 11e chambre de la cour d’appel confirme ces condamnations[52]. Le 7 mai 2010, la Cour de cassation rejette la question prioritaire de constitutionnalité présentée par l’avocat de Rivarol[53]. Le 27 avril 2011, la Cour de cassation annule en revanche les condamnations pour vice de forme, et renvoie l'affaire devant la cour d'appel de Paris, qui confirme les peines, le 16 février 2012. Le 19 juin 2013, la Cour de cassation rejette le deuxième pourvoi[54], et le 13 septembre 2016, la Cour européenne des droits de l'homme rejette le recours de Jean-Marie Le Pen[55].

### Années 2010
- Le 8 novembre 2010, le directeur de Rivarol, Jérôme Bourbon, a reçu une citation à comparaître devant le tribunal correctionnel de Paris à la requête du Front national et de Jean-Marie Le Pen demandant la somme de 50 000 euros pour diffamation, plus les intérêts, plus les dépens, pour des propos tenus dans un article du 15 octobre 2010 intitulé « La tension continue à monter au Front national » et contenant de virulentes attaques contre Jean-Marie et Marine Le Pen. Le 9 décembre 2011, Jérôme Bourbon est condamné à 300 euros d'amende avec sursis et un euro symbolique de dommages et intérêts pour diffamation envers Jean-Marie Le Pen[56].
- En octobre 2012, Jérôme Bourbon est condamné, par la 17e chambre du tribunal de grande instance de Paris, à verser 3 000 euros de dommages et intérêts à Marine Le Pen, pour injure publique[57].
- Le 11 octobre 2012, Jérôme Bourbon est condamné à 1 000 euros d'amende pour incitation à la haine raciale, à la suite d'un article d'Hervé Ryssen, paru dans Rivarol en janvier 2011, et à 500 euros d'amende pour un article du même Hervé Ryssen, paru en mars 2011[58].
- Le 26 septembre 2014, Jérôme Bourbon est condamné à cent jours-amende de 80 euros (ce qui signifie qu'il doit payer 8 000 euros d'amende, sous peine d'un jour de prison par tranche de 80 euros non payée) pour incitation à la haine raciale contre les Juifs. La 17e chambre correctionnelle du tribunal de Paris estime qu'un passage du texte est « une apologie du IIIe Reich en la personne de son ministre de la propagande et de l'information, Joseph Goebbels », et qu'« en associant les juifs à l'impureté, à la pornographie, à la délinquance sexuelle, à l'amoralité, à la rapacité, à l'insolence de la richesse devant laquelle tout cède […], l'auteur de l'article, dont le but est évident, stigmatise les juifs et les désigne clairement à la vindicte des lecteurs ». Or, non seulement Jérôme Bourbon, en tant que directeur de la publication, est le principal responsable juridique, mais encore, relève le tribunal, il « ne se désolidarise aucunement d'un article qu'il a reconnu ne pas avoir lu avant de le publier et à propos duquel il a déclaré à l'audience : « Moi, rien ne me choque, il n'y a pas de quoi fouetter un chat, ce qui est dit est exact » »[59].
- Le 4 décembre 2014, Jérôme Bourbon est condamné à 2 000 euros d'amende, 1 000 euros de dommages et intérêts à la Licra, 500 euros à la Ligue des droits de l'homme, la même somme à SOS-racisme et de nouveau 500 euros à chacune des trois associations, pour incitation à la haine raciale, à cause d'un article présentant le Conseil d'État comme « un tribunal rabbinique », puis affirmant que « nous vivons en pleine tyrannie juive » et que « nous sommes en effet dirigés, étouffés, opprimés par une minorité qui se croit tout permis »[60]. En novembre 2015, la cour d'appel porte l'amende à 4 000 euros[61].
- Le 7 mai 2015, Jérôme Bourbon est condamné à 2 000 euros d'amende avec sursis pour contestation de crime contre l'humanité, ayant publié un article de Vincent Reynouard (lui-même condamné à deux mois de prison ferme), qui contestait l'existence de la Shoah[62].
- Le 14 décembre 2016, Jérôme Bourbon est condamné pour « contestation de crime contre l’humanité et provocation à la haine »[63], pour avoir tweeté notamment que des « photos ne constituent pas en elles-mêmes des preuves de l’existence des chambres à gaz homicides ». Il est condamné à 11 000 euros d'amende, majorés de 3 500 euros de frais de justice ainsi qu'à 5 000 euros de dommages et intérêts pour les parties civiles[64].

### Années 2020
- Le 4 novembre 2020, Jérôme Bourbon est condamné à trois mois de prison avec sursis pour des tweets antisémites publiés sur son compte personnel entre le 15 et le 17 mai 2018, à 1 500 euros d’amende pour un message antisémite du compte Twitter de Rivarol, à 1 000 euros d’amende pour une vidéo antisémite du compte Youtube de Rivarol, et à deux peines de 500 euros d’amende pour deux messages antisémites de 2018[65].
- Le 9 décembre 2021, Jérôme Bourbon est condamné à 8 000 euros d'amende pour « contestation de crime contre l’humanité et provocation à la haine » pour avoir dit dans une vidéo publiée sur le compte Youtube de Rivarol, le 3 octobre 2020, que Pétain avait sauvé des Juifs[66].
- Le 3 février 2024, lors de la finale en direct de la « Star Academy », Rivarol est apparu dans les mains des figurants lors de l’interprétation d’une chanson par le finaliste Julien et Patrick Fiori. Outre le scandale et les excuses de la société de production Endemol, une couverture détournée d’un album de la série jeunesse Martine, édité par la maison Casterman, a été vue également dans ce numéro de l’hebdomadaire d’extrême-droite[67]. Le 9 janvier 2025, les éditions Casterman portent plainte contre la société Les Tuileries, éditrice de Rivarol, auprès de la Chambre des référés du Tribunal de première instance civil de Bruxelles, pour contrefaçon dégradante[68]. Le 28 mai 2025, pour la première fois, Rivarol est reconnu coupable d'atteinte aux droits d’auteur et condamné à cesser toute reproduction et toute diffusion de la publication litigieuse, à une astreinte unitaire de 50 000 euros pour toute reproduction et à une peine avec dommages-intérêts de 7 000 euros[69],[70].